# Illja Lysohub

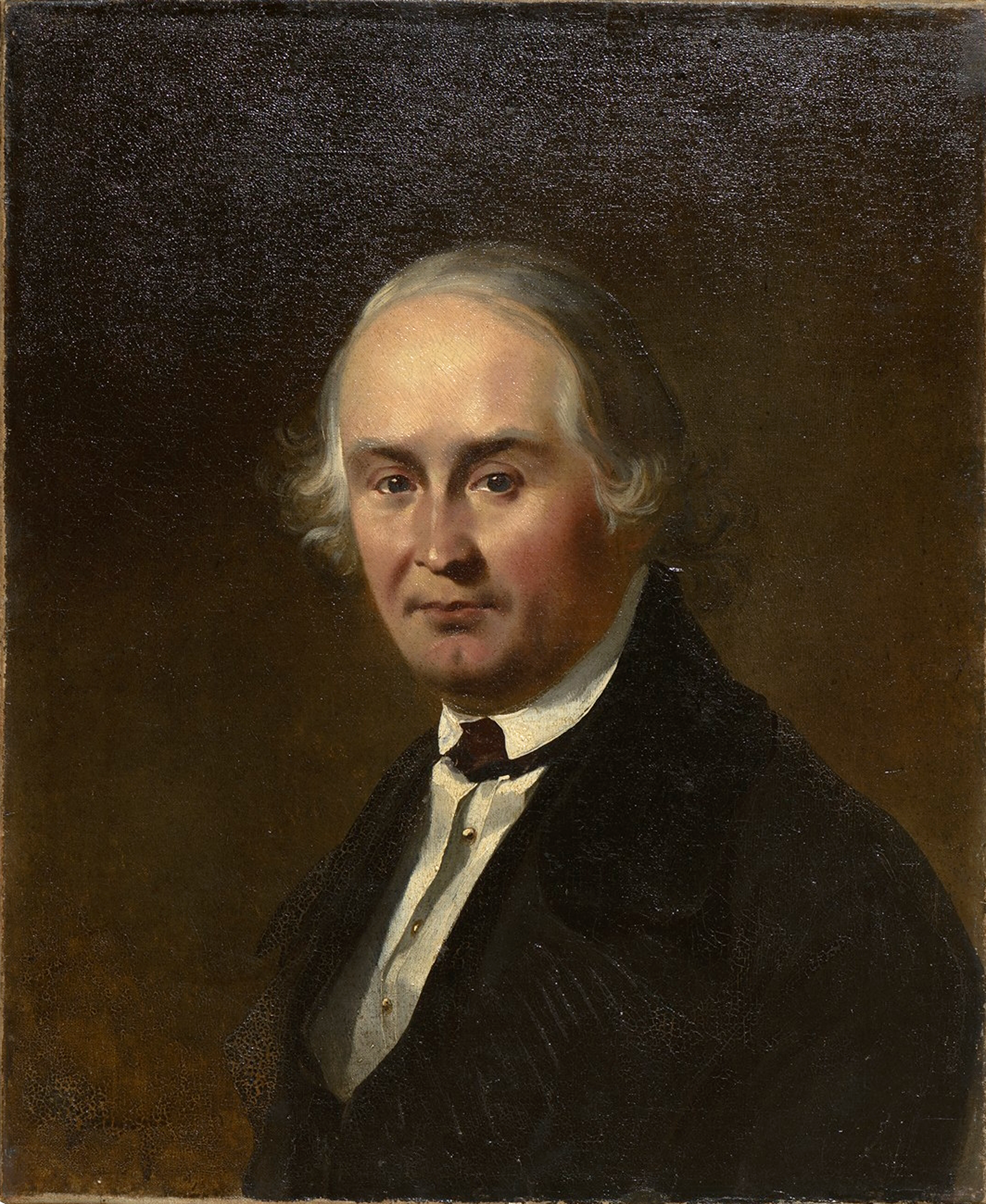
Porträt von Illja Lysohub; Taras Schewtschenko, 1846

Illja Iwanowytsch Lysohub (ukrainisch Ілля Іванович Лизогуб, russisch Илья Иванович Лизогуб Ilja Iwanowitsch Lisogub; * 12. Oktoberjul. / 23. Oktober 1787greg. in Kulykiwka, Gouvernement Tschernigow, Russisches Kaiserreich; † 1867 in Tschernigow, Gouvernement Tschernigow, Russisches Kaiserreich) war ein ukrainischer Philanthrop, Komponist, Violoncellist und Pianist, Oberst der Kaiserlich Russischen Armee sowie Freund und Unterstützer des ukrainischen Malers und Lyrikers Taras Schewtschenko aus dem Adelsgeschlecht Lysohub.

## Leben
Illja Lysohub kam als Sohn des Adelsmarschalls des Gouvernement Tschernigow Iwan Lysohub (Іван Якович Лизогуб; 1761–1819) im Dorf Kulykiwka im Rajon Horodnja der heutigen Oblast Tschernihiw zur Welt.
1807 trat er als Kadett in das Leibgarde-Jägerregiment der russischen Armee ein und wurde im Jahr darauf zum Unterleutnant befördert. 1809 kam er zu einem Kürassier-Regiment, mit dem er im selben Jahr am österreichischen Feldzug und 1812 am Feldzug gegen Napoleon eingesetzt wurde. Nach der Teilnahme an der Schlacht bei Borodino, bei der das Regiment wiederholt die französische Kavallerie angriff, wurde ihm ein Goldschwert verliehen. Im Jahr 1812 wurde er als Kornett Adjutant seines Schwagers, des Kommandeurs der 2. Kavallerie-Division (als Teil der 2. Kürassierbrigade der 2. Kürassierdivision des 8. Infanteriekorps der 2. Westarmee) Oberst Andrei Gudowitsch (Андрей Иванович Гудович 1782–1867) und begleitete diesen, nachdem dieser verwundet wurde, zu dessen Genesung in die Stadt Wladimir.

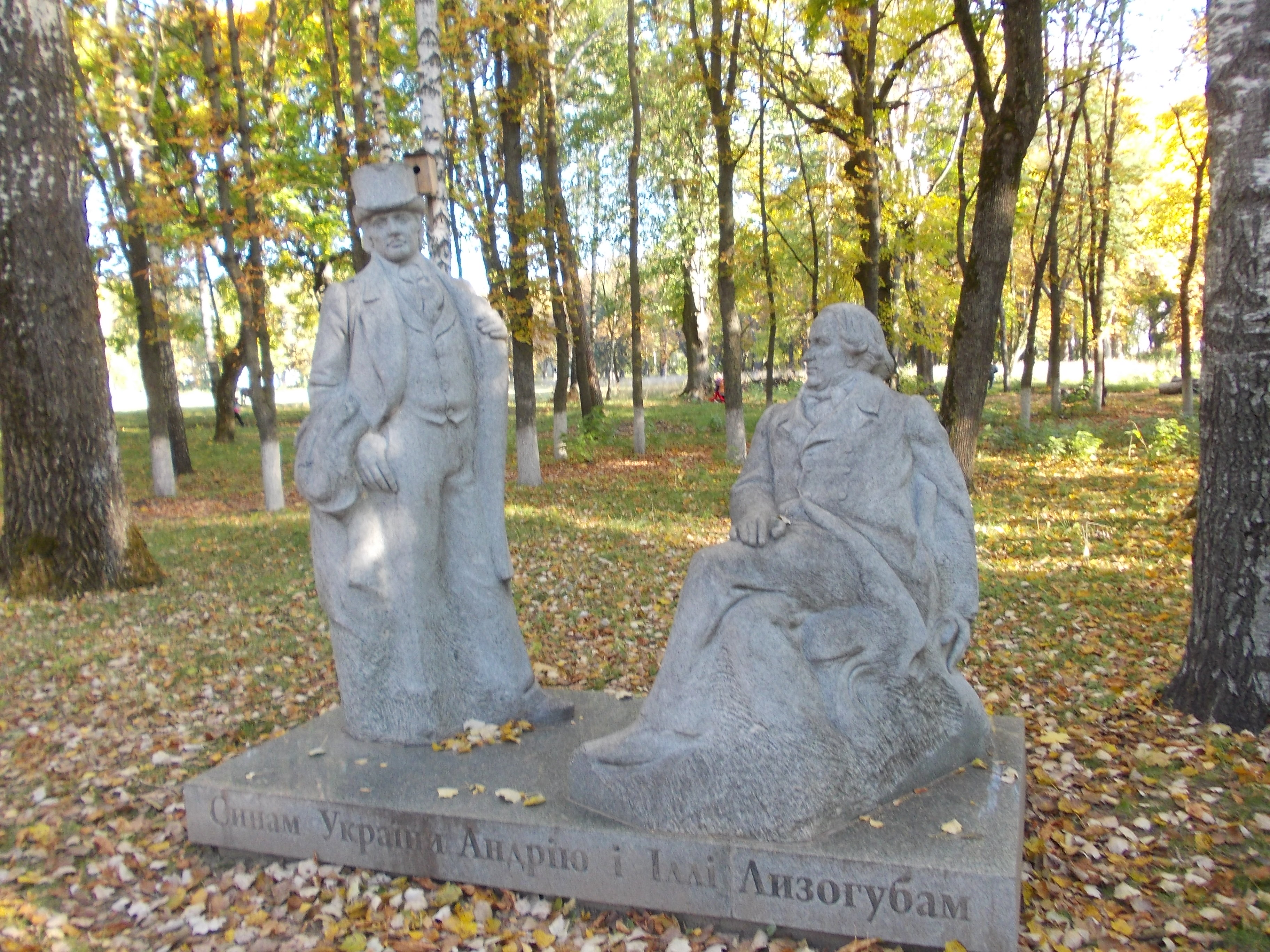
Denkmal für Illja und Andrij Lysohub in Sedniw

Im  Verlauf des Sechsten Koalitionskriegs erhielt er nach der Schlacht bei Bautzen den Sankt-Wladimir-Orden 4. Klasse und nach der Völkerschlacht bei Leipzig den Orden der Heiligen Anna 4. Klasse. Nach der Leipziger Schlacht war er 1814 kurz Ordonnanzoffizier bei Dmitri Golitzyn und daran anschließend beim Kronprinzen Eugen von Württemberg. Im Januar 1816 wurde er Leutnant der Kavaliere und 1818 wurde er zum Hauptmann befördert. Im darauffolgenden Jahr wurde er Adjutant des Generals Nikolai Repnin-Wolkonski.
1821 ging er aus „familiären Gründen“ als Oberst in den Ruhestand und ließ sich in seinem Anwesen Sedniw im Gouvernement Tschernigow nieder. Dort war im Herbst 1846 und 1847 Taras Schewtschenko zu Gast, der auf dem Landgut von Lysohub ein separates Nebengebäude und eine gut ausgestattete Werkstatt zur Verfügung gestellt bekam, in der er Landschaften malte und an poetischen Werken arbeitete. Die freundschaftliche Verbundenheit blieb auch während Schewtschenkos Exil erhalten, währenddessen sie miteinander korrespondierten (die Briefe sind nicht erhalten) und Illja Lysohub ihn materiell und moralisch unterstütze. Weiterhin setzte sich Lysohub bei dem Gouverneur des Gouvernements Orenburg Wassili Perowski (Василий Алексеевич Перовский), für Erleichterungen von Schewtschenkos Haftbedingungen ein.
Er gehörte der Freimaurerloge der „Vereinigten Slawen“ in Kiew an und war als Privatier Maler, Cellist, Pianist und Komponist.

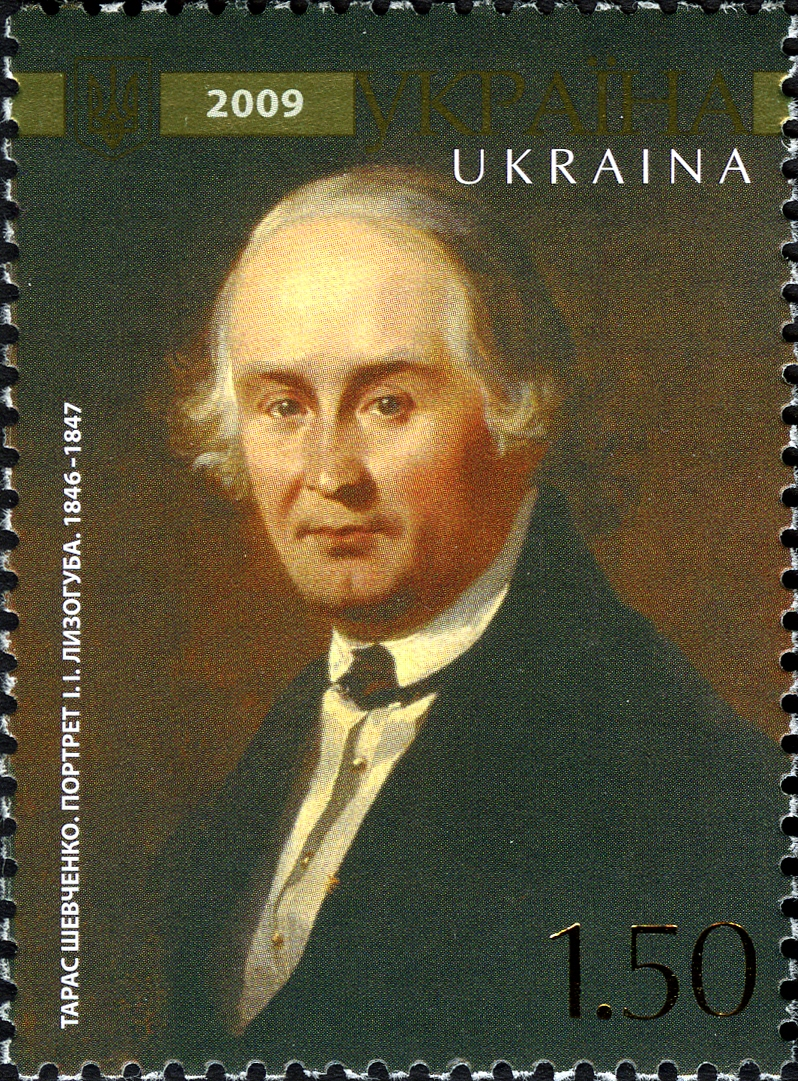
Ukrainische Briefmarke von 2009

## Ehrungen
- 1812 Auszeichnung Goldenes Schwert[2]
- 1812 Sankt-Wladimir-Orden 4. Klasse[3]
- 1813 Orden der Heiligen Anna 4. Klasse[3]
- 2009 gab die ukrainische Post eine Briefmarke mit seinem Konterfei heraus.

## Familie
Illja Lysohub war der Bruder des Generals, Komponisten und Pianisten Oleksandr Lysohub und des liberalen Großgrundbesitzers Andrij Lysohub sowie Onkel des zukünftigen ukrainischen Regierungschefs Fedir Lysohub und des später hingerichteten Revolutionärs Dmytro Lysohub.
Er war mit Elisabeth, der Tochter von Iwan Wassiljewitsch Gudowitsch, verheiratet. Die Ehe blieb kinderlos.